# Cabruta (Venezuela)
Pour les articles homonymes, voir Cabruta.
Cabruta est la capitale de la paroisse civile de Cabruta de la municipalité de Las Mercedes de l'État de Guárico au Venezuela. 